# Municipio de Salisbury (condado de Lehigh)
El municipio de Salisbury  (en inglés: Salisbury Township) es un municipio ubicado en el condado de Lehigh en el estado estadounidense de Pensilvania. En el año 2000 tenía una población de 13.498 habitantes y una densidad poblacional de 472.9 personas por km².

## Geografía
El municipio de Salisbury se encuentra ubicado en las coordenadas 40°34′46″N 75°30′09″O / 40.57944, -75.50250.

## Demografía
Según la Oficina del Censo en 2000 los ingresos medios por hogar en la localidad eran de $52,935 y los ingresos medios por familia eran $62,534. Los hombres tenían unos ingresos medios de $44,071 frente a los $27,746 para las mujeres. La renta per cápita para la localidad era de $28,073. Alrededor del 2,7% de la población estaban por debajo del umbral de pobreza.